# Renfrewshire (historique)
Ne doit pas être confondu avec Renfrewshire.
Le comté de Renfrew ou Renfrewshire est une région de lieutenance après avoir été un comté historique d'Écosse dont le siège était Renfrew. Le comté a été aboli en 1975 pour former, avec d'autres comtés, la région du Strathclyde. Depuis 1996 et l'abandon des régions, le territoire du comté est partagé entre trois Council areas, ceux de Renfrewshire, d'East Renfrewshire et d'Inverclyde.